# Каирбаев, Амангельды Каирбаевич
Амангельды Каирбаевич Каирбаев (род. 5 ноября 1940, аул Бирлик, Куйбышевский район, Павлодарская область, КазССР, СССР (ныне Актогайский район Казахстана)) — советский и казахстанский государственный и общественный деятель, журналист. Заслуженный деятель Казахстана (2003).
Жена: Каирбаева Ай Абликаримовна  - 1947 г.р
Сын: Каирбаев Арман Амангельдиевич- 1968 г.р.

## Биография
В 1968 окончил КазГУ (ныне КазНУ им. аль-Фараби). В 1968—1974 годах — редактор, старший редактор, заведующий отделом государственного комитета Казахстана по телевидению и радиовещанию, в 1974—1989 годах инструктор отдела культуры, помощник секретаря ЦК КП КазССР, в 1989—1991 годах заместитель председателя государственного комитета Казахстана по печати. В 1991—1993 годах консультант комитета по национальной политике, развитию культуры и языка Верховного Совета РК, в 1993—1994 консультант государственного советника Президента РК, в 1994—1995 заведующий секретариатом председателя Верховного Совета РК. В 1995—1996 годах консультант исполнительного секретариата Ассамблеи народов Казахстана, в 1996—2002 годах заведующий секретариатом Гос. секретаря РК, в 2002—2003 годах государственный инспектор Администрации Президента РК. С 2004 года главный редактор издательского дома «Сарыарка».